# Peter Weiß (Historiker)
Peter Bernhard Weiß (* 21. August 1943 in München; † 25. März 2025 in Kiel) war ein deutscher Althistoriker, Epigraphiker und Hochschullehrer.

## Leben
Peter Weiß studierte von 1966 bis 1974 Geschichte, Klassische Philologie und Klassische Archäologie in München und Würzburg, wo er 1975 in Alter Geschichte bei Dieter Timpe mit einer Arbeit über den spätantiken römischen Kaiserhof promoviert wurde. Weiß war fortan als Timpes Assistent bzw. nach seiner Habilitation 1984 mit einer epigraphischen Arbeit über das südliche Kleinasien als Oberassistent tätig. 1985/86 war er Vertretungsprofessor in Mannheim, 1986 wurde er in das Heisenberg-Programm aufgenommen. 1987 nahm er dann einen Ruf an die Universität Kiel an und bekleidete dort als Nachfolger von Frank Kolb den Lehrstuhl für Alte Geschichte. Rufe an die Humboldt-Universität zu Berlin und die Universität Marburg lehnte er ab. Zum Oktober 2008 wurde er in den Ruhestand versetzt; sein Nachfolger in Kiel wurde Andreas Luther.
Den Schwerpunkt seiner Forschungen bildete die römische Geschichte in Prinzipat und früher Spätantike (2. bis 4. Jahrhundert n. Chr.). Er trat besonders mit zahlreichen Aufsätzen zur Numismatik und Epigraphik hervor und galt als einer der führenden Experten für römische Militärdiplome. Besondere Beachtung erfuhr daneben seine These, Kaiser Konstantin der Große habe vor seiner Konversion zum Christentum ein reales, naturwissenschaftlich erklärbares Lichtphänomen (Halo) am Himmel erblickt, die sehr kontrovers diskutiert wurde. 
Weiß war unter anderem langjähriges Mitglied im Beirat der Kommission für Alte Geschichte und Epigraphik des Deutschen Archäologischen Instituts sowie einer der Fachgutachter der DFG. Im April 2021 wurde beim Münchener Auktionshaus „Gorny & Mosch“ seine Sammlung antiker Münzen, darunter viele bedeutende provinzialrömische Prägungen, sowie seine Sammlung an antiken Gewichten und Bleisiegeln versteigert. Im Juli 2021 wurde ebenda seine Sammlung römischer Militärdiplomfragmente veräußert.

## Schriften (Auswahl)
Ein Schriftenverzeichnis bis 2008 erschien in: Henning Börm u. a. (Hrsg.): Monumentum et instrumentum inscriptum. Beschriftete Objekte aus Kaiserzeit und Spätantike als historische Zeugnisse. Festschrift für Peter Weiß zum 65. Geburtstag. Stuttgart 2008, S. 247–256 (Digitalisat).
- Consistorium und Comites consistoriani. Untersuchungen zur Hofbeamtenschaft des 4. Jh. n. Chr. auf prosopographischer Grundlage. Würzburg 1975 (Dissertation).
- Auxe Perge. Beobachtungen zu einem bemerkenswerten städtischen Dokument des 3. Jahrhunderts n. Chr. In: Chiron 21, 1991, S. 353–392.
- Die Vision Constantins. In: Jochen Bleicken (Hrsg.): Colloquium aus Anlass des 80. Geburtstages von Alfred Heuss. Lassleben, Kallmünz 1993, S. 143–169 (Digitalisat).
- The Vision of Constantine. In: Journal of Roman Archaeology 16, 2003, S. 237–259.
- Die vorbildliche Kaiserehe. Zwei Senatsbeschlüsse beim Tod der älteren und der jüngeren Faustina, neue Paradigmen und die Herausbildung des ‘antoninischen’ Prinzipats. In: Chiron 38, 2008, S. 1–45.

## Einzelbelege
1. ↑  Todesanzeige in den Kieler Nachrichten.
2. ↑  Peter Weiß: The Vision of Constantine. In: Journal of Roman Archaeology 16, 2003, S. 237–259.
3. ↑  Auktionskatalog.
4. ↑  
Auktionskatalog.

| Personendaten    | Personendaten           |
| ---------------- | ----------------------- |
| NAME             | Weiß, Peter             |
| ALTERNATIVNAMEN  | Weiß, Peter Bernhard    |
| KURZBESCHREIBUNG | deutscher Althistoriker |
| GEBURTSDATUM     | 21. August 1943         |
| GEBURTSORT       | München                 |
| STERBEDATUM      | 25. März 2025           |
| STERBEORT        | Kiel                    |